# Indian Statistical Institute

Hauptgebäude in Kalkutta

Das Indian Statistical Institute (ISI) ist ein Institut für Statistik, das 1931 von Prasanta Chandra Mahalanobis als Teil des Presidency College in Kalkutta (heute Kolkata) gegründet wurde. 1959 wurde es zu einem Institut nationaler Bedeutung durch einen Beschluss des indischen Parlaments. Es untersteht dem Ministry of Statistics and Program Implementation (MOSPI).
Neben dem Hauptzentrum in einem Vorort von Kalkutta gibt es Zentren in Delhi, Chennai, Bengaluru und Tezpur (ab 2011) sowie Ableger in verschiedenen Städten (wie Mumbai, Hyderabad), die der Implementation von Projekten und Beratungstätigkeiten in Qualitätskontrolle und Operations Research dienen.
Das Institut widmet sich Forschung in Statistik und verwandten Gebieten, zum Beispiel Mathematik, Informatik und quantitative Wirtschaftswissenschaften. Auf allen diesen Gebieten kann es auch akademische Grade verleihen und ist eine staatliche Universität. Seit der Zeit von Mahalanobis spielten sie eine wichtige Rolle in den nationalen Fünfjahresplänen Indiens, zum Beispiel wurde der zweite Fünfjahresplan 1956 bis 1961 von Mahalanobis entwickelt.
Mahalanobis holte hervorragende Wissenschaftler an das Institut wie Raj Chandra Bose. 1944 bis 1979 war C. R. Rao am Institut, weitere Wissenschaftler waren Dijen Kumar Ray-Chaudhuri, Anil Kumar Bhattacharya, Gopinath Kallianpur, Srishti Dhar Chatterji und Samarendra Nath Roy. Aus der Mathematikerausbildung am Institut, die sich nicht nur auf Statistik beschränkte, gingen bekannte Mathematiker wie V. S. Varadarajan, R. Ranga Rao, K. R. Parthasarathy und S. R. Srinivasa Varadhan hervor. Letztere vier studierten dort Anfang der 1960er Jahre. Gastprofessoren und Gastwissenschaftler waren dort z. B. J. B. S. Haldane (1957 bis 1961), Andrei Kolmogorow (1962), Norbert Wiener, Ronald Fisher, Juri Linnik, Jerzy Neyman, Abraham Wald und Claude Berge.
Es wird die Zeitschrift „Sankhya“ herausgegeben.